# Deskera
Deskera — сингапурская компания, разработчик прикладного программного обеспечения для организаций (ERP, CRM, управление продуктами и управление персоналом), предоставляемого исключительно по публичной модели развёртывания; крупнейший поставщик бизнес-приложений по модели SaaS на рынке Юго-Восточной Азии (2015).

## История
Основана в 2008 году Шашанком Дикситом (также являющимся основателем фирмы Krawler). В конце декабря 2015 года компания подала предварительные документы для листинга на Сингапурской бирже.
В сентябре 2020 года клиенты Deskera благодаря совместной работе с Salt Edge получают открытые банковские данные для своих клиентов малого и среднего бизнеса.